# Bopath Ella Falls
Bopath Ella Falls är ett vattenfall i Sri Lanka.   Det ligger i provinsen Sabaragamuwa, i den södra delen av landet, 60 km öster om huvudstaden Colombo. Bopath Ella Falls ligger 38 meter över havet.
Terrängen runt Bopath Ella Falls är varierad. Runt Bopath Ella Falls är det tätbefolkat, med 369 invånare per kvadratkilometer. Närmaste större samhälle är Ratnapura, 13,7 km söder om Bopath Ella Falls. I omgivningarna runt Bopath Ella Falls växer i huvudsak städsegrön lövskog.